# CCL18
CCL18 (englisch CC-chemokine ligand 18) ist ein Zytokin aus der Familie der CC-Chemokine.

## Eigenschaften
CCL18 ist an Entzündungsprozessen beteiligt. Es wird als Präprotein im endoplasmatischen Retikulum auf seine aktive Form von 69 Aminosäuren gekürzt. Es wird von dendritischen Zellen, Monozyten und Makrophagen gebildet, nicht aber von T-Zellen oder B-Zellen. CCL18 wird durch IL-10, IL-4 und IL-13 induziert, also eher durch Zytokine der Aktivierung von TH2-Zellen bzw. eine humorale Immunantwort oder der Immunsuppression. Interferon-gamma hemmt die Bildung von CCL18.
CCL18 bindet an die Rezeptoren PITPNM3, GPR30 und CCR8 auf anderen Zellen. CCL18 ist chemotaktisch für verschiedene Immunzellen, darunter naive T-Zellen, regulatorische T-Zellen, TH2-Zellen, immunosuppressive und unreife dendritische Zellen, Basophile und B-Zellen (naive und effektor B-Zellen). Die von CCL18 gebundenen regulatorischen T-Zellen sind Foxp3-negativ und sezernieren IL-10.